# Pietro Germi
Pietro Germi (n. 14 septembrie 1914, Genova, Italia – d. 5 decembrie 1974, Roma, Italia) a fost un regizor de film, scenarist, actor și producător de film și de televiziune italian.

## Activitate profesională
Germi, după ce urmează surt timp o școală de marină în orașul său natal, merge la Centro sperimentale di cinematografia din Roma. După doi ani de studii de actorie, colaborează la câteva filme ca scenarist și asistent de regie. În anul 1948, cu prima sa realizare Tinerețe pierdută, se înscrie în programul estetic al neorealismului. Primul premiu îl câștigă în 1951 la Festivalul de la Veneția, cu filmul Orașul se apără. Urmează Ursul de Argint, câștigat în același an la Berlinale, pentru filmul Suflete zbuciumate. În anul 1966, filmul Doamnelor și domnilor îi aduce Marele Premiu Palme d'Or și nu în ultimul rând primește Marele Premiu la Moscova, pentru filmul Serafino.

## Filmografie

### Regizor
- 1946 Martorul (Il testimone)
- 1947 Tinerețe pierdută (Gioventù perduta)
- 1949 În numele legii (In nome della legge)
- 1950 Suflete zbuciumate (Il cammino della speranza)
- 1951 Orașul se apără (La città si difende)
- 1952 Il brigante di Tacca del Lupo
- 1952 Președinta (La presidentessa)
- 1953 Gelozie (Gelosia)
- 1954 Guerra 1915-18, episodul colectiv Amori di mezzo secolo
- 1956 Feroviarul (Il ferroviere)
- 1958 Omul de paie (L'uomo di paglia)
- 1959 Încurcătură blestemată (Un maledetto imbroglio)
- 1961 Divorț italian (Divorzio all'italiana)
- 1964 Sedusă și abandonată (Sedotta e abbandonata)
- 1966 Doamnelor și domnilor (Signore & signori)
- 1967 Imoralul (L'immorale)
- 1968 Serafino
- 1970 Castanele sunt bune (Le castagne sono buone)
- 1972 Alfredo, Alfredo

### Actor
- 1946 Montecassino, regia Arturo Gemmiti
- 1948 Fuga in Francia, rol: Tembien, regia Mario Soldati
- 1956 Feroviarul (Il ferroviere),rol: Andrea Marcocci, regia Pietro Germi
- 1958 Omul de paie (L'uomo di paglia), regia Pietro Germi
- 1959 Încurcătură blestemată (Un maledetto imbroglio), rol: Inspector Ciccio Ingravallo), regia Pietro Germi
- 1960 Il rossetto, rol: Comisarul Fioresi, regia Damiano Damiani
- 1960 5 Branded Women, rol: comandantul partizanilor, regia Martin Ritt
- 1961 La Viaccia, rol: Stefano, regia Mauro Bolognini
- 1961 Ucigașul plătit (Il sicario), regia Damiano Damiani
- 1965 E venne un uomo, rol: tatăl pontifului, regia Ermanno Olmi

### Scenarist
- 1941 L'amore canta, regia Ferdinando Maria Poggioli
- 1943 Gli ultimi filibustieri, regia Marco Elter
- 1943 Il figlio del corsaro rosso, regia Marco Elter
- 1945 I dieci comandamenti, regia Giorgio Walter Chili
- 1946 Martorul (Il testimone), regia Pietro Germi
- 1947 Tinerețe pierdută (Gioventù perduta), regia Pietro Germi
- 1949 În numele legii (In nome della legge), regia Pietro Germi
- 1950 Contro la legge, regia Flavio Calzavara
- 1950 Suflete zbuciumate (Il cammino della speranza), regia Pietro Germi
- 1951 La città si difende, regia Pietro Germi
- 1956 Feroviarul - Il ferroviere, regia Pietro Germi
- 1958 L'uomo di paglia, regia Pietro Germi
- 1961 Divorț italian (Divorzio all'italiana
- 1967 Imoralul (L'immorale), regia Pietro Germi
- 1970 Castanele sunt bune (Le castagne sono buone)
- 1972 Alfredo, Alfredo, regia Pietro Germi
- 1975 Amici miei, regia Mario Monicelli

### Producător
- 1966 Doamnelor și domnilor (Signore & signori)
- 1967 Imoralul (L'immorale)
- 1968 Serafino

## Discografie

### Single
- 1968 - La ballata del pastore/Musiche originali tratte dal film Serafino (split con Carlo Rustichelli)[7]

## Premii și nominalizări
Premii Oscar
- 1963: cel mai bun scenariu original - Divorț italian
- 1963: Nominalizare pentru cel mai bun regizor - Divorț italian

Festivalul Internațional de Film de la Berlin
- 1951: Marele Premiu al Juriului (Berlinale) (cel mai bun film dramatic) - Il cammino della speranza

Festivalul de la Cannes
- 1962: premiu pentru cea mai bună commedie - Divorț italian
- 1966: Marele Premiu pentru cel mai bun film - Signore & signori

David di Donatello
- 1964: cel mai bun regizor - Sedusă și abandonată
- 1966: cel mai bun regizor și cel mai bun  producător - Signore & signori

Festivalul Internațional de Film de la Moscova
- 1969: Marele Premiu - Serafino [8]

Nastro d'Argento - Italia
- 1946: cel mai bun scenariu - Il testimone
- 1949: premiul special - În numele legii (In nome della legge)
- 1957: cea mai bună regie - Feroviarul  (Il ferroviere)
- 1959: cea mai bună regie - L'uomo di paglia
- 1960: cel mai bun scenariu - Încurcătură blestemată (Un maledetto imbroglio)
- 1962: cel mai bun scenariu original - Divorț italian (Divorzio all'italiana)
- 1965: cel mai bun scenariu - Sedusă și abandonată (Sedotta e abbandonata)
- 1967: cel mai bun scenariu - Signore & signori
- 1976: Cea mai bună poveste originală și cel mai bun scenariu - Amici miei

## Legături externe
- Pietro Germi la Internet Movie Database
- Pietro Germi at AllMovie